# Ivan Adžić
Ivan Adžić (Belgrad, 21 de juny de 1973) és un futbolista i entrenador de futbol serbi. Va jugar a les lligues croata, espanyola, austríaca i iugoslava. Fou entrenador del FK Rudar Pljevlja montenegrí, i entre 2009 i 2011, director esportiu de l'Estrella Roja de Belgrad.